# Batalla de Djahy
La Batalla de Djahy fue una gran batalla terrestre entre las fuerzas del faraón Ramsés III y los Pueblos del Mar que intentaban invadir y conquistar Egipto. El conflicto se produjo en algún lugar de la frontera oriental del Imperio Egipcio Antiguo en Djahy o en el actual Líbano meridional, en el octavo año del faraón Ramsés III o alrededor de c. 1178 a. C.
En esta batalla, los egipcios, liderados personalmente por Ramsés III, derrotaron a los Pueblos del Mar que intentaban invadir el Antiguo Egipto por tierra y mar. Casi todo lo que sabemos sobre la batalla proviene del templo mortuorio de Ramsés III en Medinet Habu. La descripción de la batalla y los prisioneros está bien documentada en las paredes del templo donde también encontramos la inscripción jeroglífica más larga que conocemos. Los relieves de los templos cuentan con muchos prisioneros atados derrotados en la batalla.

## Antecedentes históricos
En Egipto, Ramsés III luchaba por salvar a su país y al Imperio en medio del colapso de la Edad del Bronce, un período prolongado de sequías en toda la región, malas cosechas, despoblación y colapso de los centros urbanos. Es probable que las tierras irrigadas del Nilo siguieran siendo fructíferas y hubieran sido muy deseables para los vecinos de Egipto. Durante este tiempo caótico, un nuevo grupo guerrero del norte, el Pueblo del Mar, atacó y saqueó repetidamente varias potencias del Cercano Oriente.
Ramsés III había derrotado previamente un ataque de los libios en la frontera occidental del Imperio egipcio, en su quinto año. Una amenaza mayor fue presentada por un grupo de pueblos migratorios llamados Pueblos del Mar. Estos fueron tiempos de crisis en el Mediterráneo, ya que muchas civilizaciones del siglo XII a. C. fueron destruidas por los Pueblos del Mar y otras naciones migratorias. Cayó el gran Imperio hitita, al igual que la civilización micénica, el reino de Chipre y Ugarit y otras grandes culturas.
Cualesquiera que sean sus orígenes, los Pueblos del Mar se movieron alrededor del Mediterráneo oriental, atacando las costas de Anatolia, Chipre, Siria y Canaán, antes de intentar una invasión de Egipto en la década de 1180 a. C. Sabemos que los Pueblos del Mar eran grandes guerreros, y algunas pruebas sugieren que tenían un alto nivel de organización y estrategia militar. Egipto estaba particularmente en peligro porque los invasores no solo querían el botín y los bienes de la tierra, sino la tierra misma; y no había un país con mejores suelos y acceso al oro que Egipto. Los egipcios dicen que ningún otro país había resistido sus ataques, como atestiguan estas inscripciones del templo mortuorio de Ramsés III en Medinet Habu:
Los países extranjeros (es decir, los Pueblos del Mar) hicieron una conspiración en sus islas. De repente, las tierras fueron removidas y dispersas en la refriega. Ninguna tierra podía pararse frente a sus brazos: desde Hatti, Qadesh, Carchemish, Arzawa y Alashiya en adelante, siendo cortadas (es decir, destruidas) al mismo tiempo. Un campamento fue creado en Amurru. Desolaron a su gente, y su tierra fue como la que nunca ha existido. Avanzaban hacia Egipto, mientras la llama estaba preparada delante de ellos. Su confederación era Peleset, Tjeker, Shekelesh, Denyen y Weshesh, tierras unidas. Pusieron sus manos sobre la tierra hasta el circuito de la tierra, sus corazones confiados y confiados: '¡Nuestros planes tendrán éxito!

## Batalla
Antes de la batalla, los Pueblos del Mar habían saqueado el estado vasallo hitita de Amurru, que estaba ubicado cerca de la frontera del Imperio egipcio. Esto le dio tiempo al faraón para hacer preparativos para la embestida esperada por los invasores. Como señala Ramsés III en una inscripción de su templo mortuorio en Medinet Habu: "equipé mi frontera en Zahi (Djahy) preparada antes que ellos". Las fuerzas terrestres de los Pueblos del Mar se movían hacia el sur a lo largo de la costa del Levante mediterráneo y Palestina cuando fueron confrontados y detenidos por las fuerzas de Ramsés en la frontera egipcia en Djahy, en la región de la posterior Fenicia", escribe el hittitólogo Trevor Bryce.
Ramsés III se refiere a su batalla con los Pueblos del Mar en términos estrictos e intransigentes:
Los aurigas [egipcios] eran guerreros [...] y todos los buenos oficiales estaban listos. Sus caballos temblaban en sus extremidades, listos para aplastar a los países [extranjeros] bajo sus pies ... Los que llegaron a mi límite, su semilla no lo está; su corazón y su alma están terminados por los siglos de los siglos.

## Consecuencia
Mientras la batalla terminaba con una gran victoria egipcia, la guerra de Egipto con los Pueblos del Mar aún no había terminado. Los Pueblos del Mar atacarían Egipto con su flota naval, alrededor de la desembocadura del río Nilo. Estos invasores fueron derrotados en una gran batalla naval durante la cual muchos fueron asesinados por granizo de flechas egipcias, o arrastrados de sus barcos y asesinados en las orillas del río Nilo por las fuerzas bien preparadas de Ramsés III.
Aunque el faraón los derrotó, Egipto finalmente no pudo evitar que se establecieran en las partes orientales de su imperio décadas más tarde. Con este conflicto, y una segunda batalla subsecuente con las tribus libias invasoras en el año 11 de Ramsés III, el tesoro de Egipto se agotó tanto que nunca recuperaría completamente su poder imperial. El Imperio egipcio sobre Asia y Nubia se perdería permanentemente menos de 80 años después del reinado de Ramsés III bajo Ramsés XI, el último rey del Imperio Nuevo de Egipto.

## Relieves que representan la batalla
Los relieves egipcios que representan la batalla en el templo mortuorio de Ramsés III en Medinet Habu proporcionan gran parte de la información sobre la batalla. Destacan las tropas egipcias, carros y auxiliares que luchan contra un enemigo que también emplea carros, muy similar en diseño a los egipcios.